# Де Лука, Антонио Саверио
Антонио Саверио Де Лука (итал. Antonio Saverio De Luca; 28 октября 1805, Бронте, Сардинское королевство — 28 декабря 1883, Рим, королевство Италия) — итальянский куриальный кардинал. Епископ Аверсы с 24 ноября 1845 по 22 декабря 1853. Титулярный архиепископ Тарсо с 22 декабря 1853. Апостольский нунций в Баварии с 24 декабря 1853 по 9 сентября 1859. Апостольский нунций в Австрии с 9 сентября 1859 по 16 марта 1863. Префект Священной Конгрегации Индекса с 28 декабря 1864 по 15 июля 1878. Камерленго Священной Коллегии кардиналов с 21 марта 1873 по 16 января 1874. Вице-канцлер Святой Римской Церкви и Соммиста Апостольских писем с 15 июля 1878 по 28 декабря 1883. Префект Священной Конгрегации образования с 13 августа 1878 по 28 декабря 1883. Кардинал-священник с 16 марта 1863, с титулом церкви Санти-Куаттро-Коронати с 1 октября 1863 по 15 июля 1878. Кардинал-священник с титулом церкви Сан-Лоренцо-ин-Дамазо с 15 июля 1878 in commendam. Кардинал-епископ Палестрины с 15 июля 1878.